# اسپارابارا

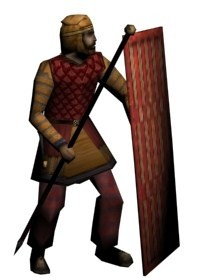
تصویری از یک اسپارابارا

اسپارابارا، که در فارسی نوین به معنای سپردار است، یک واحد سنگین از پیاده نظام ارتش هخامنشیان بود که اولین صف لشکرهای آنان را تشکیل می‌داد.این گروه، اولین گروه از لشکر بودند که در هنگام جنگ دست به دست با دشمن، به کار گرفته می‌شدند. گرچه هم اکنون، اطلاعات زیادی از آنان در دست نیست اما عده‌ای معتقدند که این گروه، ستون فقرات ارتش هخامنشی را تشکیل می‌داده‌اند.اسپاراباراها می‌توانستند سپرهای خود را به صورت یک دیوار سپری در کنار یکدیگر قرار دهند و با نیزه دو متری خود از سربازان آسیب‌پذیری مانند کمانداران که در پشت آن‌ها قرار داشتند، در برابر دشمن حفاظت کنند.
اسپاراباراها معمولاً از ایرانیانی که اندامهای کاملی داشتند و قوی اندام بودند، انتخاب می‌شدند.